# Sörtjärnen, Värmland
Sörtjärnen är en sjö i Forshaga kommun i Värmland och ingår i Göta älvs huvudavrinningsområde. Sjön har en area på 0,0855 kvadratkilometer och ligger 51,8 meter över havet.

## Delavrinningsområde
Sörtjärnen ingår i det delavrinningsområde (659907-136270) som SMHI kallar för Utloppet av Södra Hyn. Medelhöjden är 70 meter över havet och ytan är 18,69 kvadratkilometer. Räknas de 2 avrinningsområdena uppströms in blir den ackumulerade arean 42,59 kvadratkilometer. Gravån som avvattnar avrinningsområdet har biflödesordning 2, vilket innebär att vattnet flödar genom totalt 2 vattendrag innan det når havet efter 253 kilometer. Avrinningsområdet består mestadels av skog (45 procent) och jordbruk (14 procent). Avrinningsområdet har 4,9 kvadratkilometer vattenytor vilket ger det en sjöprocent på 26,2 procent. Bebyggelsen i området täcker en yta av 0,52 kvadratkilometer eller 3 procent av avrinningsområdet.